# Ester e Assuero
Ester e Assuero è un dipinto a olio su tela (208x273 cm) realizzato tra il 1628 e il 1635 dalla pittrice italiana Artemisia Gentileschi. È conservato nel Metropolitan Museum of Art di New York.

## Descrizione e stile
Si ritiene che la tela sia stata iniziata da Artemisia Gentileschi, a Venezia verso il 1628 e sia rimasta poi con la pittrice sino al suo arrivo a Napoli. Artemisia dimostra infatti, in questo quadro, di essere entrata in sintonia con la lezione dei grandi pittori veneziani ai quali erano care le ambientazioni sfarzose e scenografiche delle scene bibliche.
Il tema dell'incontro tra Ester, eroina ebraica, ed Assuero, potentissimo re di Persia era già stata dipinta da Tintoretto e dalla bottega di Veronese. Proprio quest'ultimo quadro, forse, fu visto dalla Gentileschi a Venezia, stanti i rimandi che si possono cogliere in questa sua versione dello stesso soggetto. La vicenda di Ester che, al termine di un digiuno di tre giorni, si reca dal re Assuero per pregarlo di offrire un banchetto nel quale lei possa smascherare il complotto che il primo ministro del regno ha ordito per eliminare il popolo di Israele, è ben nota; ad essa si richiama infatti la festa ebraica del purim.
La versione del testo sacro alla quale si ispira Artemisia Gentileschi (come già avevano fatto Veronese e Tintoretto ed in Genova Fiasella, pittore quest'ultimo vicino ad Orazio Gentileschi), rappresenta una integrazione al testo del Libro di Ester, nell'Antico Testamento, approvata dal Concilio di Trento, versione che – oltre a descrivere con dovizia di dettagli l'abito sfarzoso indossato da Ester – aggiunge come, indebolita dal digiuno, giunta alla presenza del re, la giovane e bellissima donna abbia un mancamento. La scena descritta nel testo proposto dal Concilio di Trento è fedelmente ritratta da Artemisia. Ester, con il pallore del volto di chi sta svenendo, è sorretta dalle due ancelle, mentre un Assuero – in eleganti abiti seicenteschi, con tanto di cappello piumato – si stacca preoccupato dal trono per andare in suo soccorso.
Il quadro si lascia ammirare proprio per la rappresentazione teatrale dell'episodio biblico e per la capacità di cogliere il momento topico del racconto.